# 蒋匀田
蒋匀田（1903年—1994年6月7日），名锡盷，字匀田，以字行，安徽蚌埠人。中華民國政治人物。

## 生平

### 早年生涯
1926年，蒋匀田毕业于北京国立政治大学。1928年回到家乡，担任蚌埠公安局秘书，并且在华利街创办了《蚌埠日报》。同年冬，该报停办，蒋匀田乃靠当地商人王寿松的资金重新开办了《新蚌埠日报》。1929年任北平大学讲师。1934年加入中国国家社会党。1937年日军占领北平，蒋匀田回到家乡蚌埠。1938年2月，在日军占领蚌埠前夕，蒋匀田带全家至汉口避难，蒋匀田出任全国难民赈济委员会赈济专员。后带领避难汉口的苏皖两省难民去广西桂林大中乡垦荒自救。在垦区，蒋匀田将难民分别编成数个农业队，垦荒种地，并且开办了织布厂，设立了商业合作社，兴办小学校。不久，在桂林良丰开办了一所中学，以唐景崧的名字命名为“私立景崧中学”，蒋匀田任校长。
1941年，应国家社会党领导张君劢电召，赴重庆。在渝期间，与中共周恩来、邓颖超、董必武、李维汉等人多有接触。1946年8月，中国国家社会党与民主宪政党合并，改称中国民主社会党（简称“民社党”），在上海举行合并典礼，中共领导人周恩来、董必武、李维汉等人应邀参加了典礼。同年，美国驻华大使司徒雷登曾委托蒋匀田斡旋国共双方的和谈。1946年，蒋匀田随民社党参加制宪国民大会，积极捍卫“政协宪草”，1947年随民社党参加行宪国民大会，后在中華民國政府任职，任行政院政务委员兼全国节约督导委员会主任。任职期间，他就前行政院院长宋子文动用9亿美元案及招商局浪费公款案进行过调查。

### 民社党内的斗争
1946年，就参加制宪国民大会问题，中国民主社会党内部形成两派意见。党内以张君劢、徐傅霖、蒋匀田、张文英等为首，坚决主张参加，而张东荪、梁实秋、孙宝刚、沙彦楷等人则反对参加，主张待政府实施政治协商会议各项决议后再行参加。后来该党参加制宪国民大会，党内也发生了分裂。
此后，1947年4月23日，國民政府特任蔣勻田為行政院政務委員。:83405月，伍宪子、梁秋水等人从中国民主社会党中分离出去，组织了中国民主社会党革新委员会，主张摆脱中国国民党，严格以第三者的立场走中间道路。同年7月28日，张君劢主持召开中国民主社会党第一次全国代表大会，制定了党章和政治纲领，确定民主社会主义为今后唯一立国之道，大会还决定开除参加革新派者，重组中央领导机构，选举徐傅霖、蒋匀田、张文英、孙亚夫等85人为中央执行委员，石志泉、张幼仪、潘光旦等15人为中央监察委员，李圣策、伍宝盛、蔡增基等30人为海外执行委员，李光华、郑信光、陈已生等8人为海外监察委员。
1948年6月，蒋匀田辞去行政院职务，赴美国考察宪政，全家迁居台湾。1958年离职，获聘为美国斯坦福大学东方部顾问。1964年被接收为美国亚洲学会会员。1969年，偕家眷移居美国旧金山。
1949年10月15日，中国民主社会党总部迁到台湾。1950年，张君劢致函摆脱主席职务，交由徐傅霖代理主席，负责党务，以图“重振党威”，但效果甚微。迁台湾后，该党组织十分松散。起初有蒋匀田与杨毓滋争行政院政务委员职务。后来，由于徐傅霖代理主席，而当时该党在台湾共有十名常务委员，其中多数对徐傅霖的“党务整理”有意见，再加上中国国民党对该党的分化瓦解，该党内部矛盾愈演愈烈。1953年8月，徐傅霖要求中国国民党撤除蒋匀田（行政院政务委员）、谢汉儒（台湾省政府顾问）的职务；徐傅霖还免去了谢汉儒的该党台湾省党部委员兼副主任职务。随后，徐傅霖同意陪选第二届总统，引起蒋匀田的攻击。该党乃于1954年4月15日公开分裂为两派。以蒋匀田、杨毓滋、戢翼翘、孙亚夫、程文熙等8名中常委组成的“八常委派”与以徐傅霖为首的派系分庭抗礼，各自成立党部。1954年6月，张君劢致函委托戢翼翘、石志泉代理主席职务（等于不再让徐傅霖代理主席），因石志泉坚辞不受，乃由戢翼翘代理主席。徐傅霖也成立“整理委员会”，于1955年1月另行召开全国代表大会。向构父因与徐傅霖不和，不久也自成一派。由此形成了该党三派并立的局面。1957年9月，该党实行“主席团”体制，成立了统一的主席团，由徐傅霖、戢翼翘、石志泉三人组成主席团，并成立该党党员代表大会筹备委员会。1959年8月，该党召开全国代表大会，徐傅霖派（当时徐傅霖已病逝）对蒋匀田主导该党人士不满，该党再度分裂。1960年8月，该党三派分别举行党庆，中国国民党分别派代表参加了三派举行的党庆活动。
1962年4月，张君劢再次写信调解。1963年5月，双方再度达成协议，推举新人向构父、郭虞裳、孙亚夫、蒋匀田、王世宪、李緞为党的召集人，主持党务工作。1969年11月1日，中国民主社会党临时代表大会召开，通过了党章临时条款，选举向构父、蒋匀田、郭虞裳、王世宪、孙亚夫、李锻、杨毓滋、梁朝威、黄淼、刘中一、麼竞存等11人为该党主席团主席，黄孟刚任秘书长。 由于党内斗争十分激烈，故蒋匀田1969年移居美国。

### 访问大陆
1979年中华人民共和国與美國建交后，蒋匀田于同年7月回中国大陆探亲，在北京受到叶剑英、邓颖超、李维汉、史良等领导人接见。当时，蒋匀田是总统府国策顾问、中国民主社会党主席团主席。8月4日，他在北京会见全国人大常委会委员长叶剑英。8月8日，台湾中国民主社会党宣布，蒋匀田访问大陆系其个人行动，与该党无关。8月16日，台湾中国民主社会党又宣布，开除蒋匀田的党籍，解除其主席职务，并称其赴大陆的言行违反了“反共之基本国策”。此即所谓“蒋匀田事件”。1981年，蒋匀田又回大陆观光。1982年中共发表对台九条方针，蒋匀田為促进中国统一而致函蒋经国。1993年，蒋匀田最后一次回大陆观光。1994年6月7日，蒋匀田于美国旧金山病逝。

## 著作
- 《民主与社会主义》
- 《民主的理想与实践》
- 《政治学新解》
- 《中国近代史转折点》
- 《天涯憶往詩詞》
- 《政治经济论丛》

## 家庭
- 妻：杨若蓉。也是中国民主社会党党员。曾在私立景崧中学担任教员，蒋匀田任校长。[13]